# Xã Wildcat, Quận Elk, Kansas
Xã Wildcat (tiếng Anh: Wildcat Township) là một xã thuộc quận Elk, tiểu bang Kansas, Hoa Kỳ. Năm 2010, dân số của xã này là 539 người.